# 向井莉生
向井莉生（1995年12月19日—）是日本的女性聲優，東京都出身。隸屬於81 Produce。

## 人物
2015年獲得第9回81甄試特別賞、Sammy賞、MiMi賞。
2016年3月AMUSEMENT MEDIA綜合學院聲優藝人學科畢業。
2017年4月1日開始是81 Produce的新人。

## 演出作品
※粗體字為主要角色。

### 電視動畫
2017年
- 偶像時間星光樂園（雛）
- 黑色推銷員NEW（朋友）

2018年
- 偶像學園Friends！（客）
- KIRA KIRA HAPPY★ 打開吧！見習神仙精靈（日高葵、客、老婆婆、霧島唯、女性客、昴的母親）

2019年
- KIRA KIRA HAPPY★ 打開吧！見習神仙精靈（立川美鈴、田原利惠、瑠衣、女性、魔法蛋、忍的母親、留美、霹波帕、悠衣子）
- 一個人的○○小日子（美奈川良羽、女子中學生A、女學生B、三年生A）

2020年
- 搖滾少女!! 活力棉花糖!!（古著屋店長）
- 棒球大聯盟2nd 第2期（女學生）
- 卡片戰鬥!! 先導者外傳 -if-（兔女郎D）
- Lapis Re:LiGHTs（拉薇[6]）
- 女學。～聖女斯克威爾學院～（iToa）

2021年
- 古見同學有交流障礙症（河合羅美、左藤甘美、勅使河原欲子）

2022年
- 古見同學有交流障礙症（左藤甘美）

2023年
- 百合是我的工作！（通行人）

### 遊戲
2015年
- 新約Arcana Slayer（愛莉絲[7]）

2017年
- 問答RPG 魔法使與黑貓維茲（戴塔尼雅·庫庫利斯、帕茲蜜·茵可、露蜜·阿爾托）[8]
- 東京Dragon City（天照、赫絲緹雅、狂野死神）[9]

2021年
- 閃亂神樂NEW LINK（舞）

時期未定
- Lapis Re：LiGHTs ～這個世界的偶像會用魔法～（拉薇）[10]

### 廣播劇CD
- THE IDOLM@STER THE@TER BOOST 03（2018年，街上的女子B）
- THE IDOLM@STER MILLION THE@TER GENERATION 18 765PRO ALLSTARS（2019年，新人偶像）

### 廣播連續劇
- 飛吧！京濱吸血鬼（2016年，本町）
- （2018年，菲悠[11]）

### 聲音劇
- 電子書「人渣和天使的二周目生活」（木佐貫凛[12]）

### 廣播節目
- 果然喜歡S〜SAY YOU! LOVE ME!（2018年－，日本電台）[13]

### 特攝劇
- 超人力霸王Decker第4話（2022年－，日本電台）- 翻譯軟體

## 音樂CD

### 角色歌
| 發售日 | 商品名稱             | 演唱名義 | 歌曲                 | 備註                                                        |
| 2020年 | 2020年               | 2020年   | 2020年               | 2020年                                                      |
| ------ | -------------------- | -------- | -------------------- | ----------------------------------------------------------- |
| 2月5日 | START the MAGIC HOUR | LiGHTs   | 「Your Lights」 「」 | 遊戲《Lapis Re：LiGHTs ～這個世界的偶像會用魔法～》相關歌曲 |

## 外部連結
- 事務所官方簡歷（页面存档备份，存于）（日語）
- 向井莉生的X（前Twitter）（日語）